# Nação turaga
A Nação Turaga (de tu "para sempre" + raga, nome da tribo) é um movimento indígena com base no norte de Pentecostes (ilha), Vanuatu. Entre seus líderes se destacam os chefes Viraleo Boborenvanua e Motarilavoa Hilda Lini A organização tem sua sede na vila tradicional de Lavatmanggemu, nordeste da ilha Pentecostes.
O movimento Turaga promove o renascimento dos tradicionais costumes da Melanésia, com a devida modernização em certos aspectos. Em lugar da economia no medelo ocidental, que é vista como causadora de miséria e permanente dependência estrangeira, o movimento Nação Turaga visa uma economia com base kastom (costumes), com base nos sistemas tradicionais de economia de trocas (escambo) com uso de “moedas” tais como porcos e tapeçaria. O movimento Turaga opera seu próprio banco, o Tari Bunia Bank (Tangbunia), nomeado a partir dos grandes cestos de vime nos quais bens eram depositados tradicionalmente. Foi criada uma moeda própria, o livatu, cujo valor é pela avaliação de uma presa de javali totalmente curva.
O movimento opera uma escola, a Melanesian Institute of Science, Philosophy, Humanity and Technology (em língua raga, Bwatielen Borebore, Vovoraga, Mwaguana i Gotovigi, mais chamada de noda hinggehingge "nossa escola") na qual são oferecidas aos estudantes alternativas ao estilo de educação ensino de cunho Ocidental que é disponibilizado nas demais escolas de Vanuatu. A escola segue um programa de sete estágios criado pela própria instituição, sendo o ensino organizado com base no calendário lunar nativo. Os estudantes escrevem na local língua raga ou mesmo em língua bislamá, usando a escrita Avoiuli criada pelo chefe Viraleo e inspirada nos antigos e tradicionais desenhos na areia.
O movimento tem causado muita controvérsia, com alguns considerando movimento com inócuo, sem sentido, auto-centrado, com muitos dos ilhéus cristãos vendo-o como um retorno ao paganismo. Também é criticado o Turaga por promover uma interpretação própria da cultura local. Em 2008, houve confrontos violentos entre seguidores do Turaga a seus oponentes na cidade central de Pentecostes, f Tansip, com um homem tendo sido seriamente ferido e hospitalizado. Os Turaga, porém, têm um apoio de políticos de alto nível e seus líderes alegam que os valores por eles defendidos sãop os mesmos de todos melanésios e nada têm de incompati´vel com o Cristianismo.